# Нерчинская область
Нерчинская область — административно-территориальная единица Российской империи с центром в городе Нерчинске, существовавшая в 1784—1805 годах.
Нерчинская область была учреждена как составная часть Иркутского наместничества в 1784 году. В её состав вошли 4 уезда — Баргузинский, Доронинский, Нерчинский и Сретенский.
По данным 1784 года в области проживало 39 213 человек, в том числе 39 купцов, 658 мещан, 15 262 крестьян, 597 переселенцев, 30 дворовых помещичьих и 22 627 ясачных «инородцев». В области работал ряд сереброплавильных заводов — Газимурский, Дучарский, Екатерининский, Кутомарский, Нерчинский и Шилкинский. В 1790 году был открыт Петровский железоделательный завод, а в 1792 году — Александровский сереброплавильный завод.
В 1797 году Иркутское наместничество, куда входила Нерчинская область, было преобразовано в Иркутскую губернию. В 1798 году были упразднены Доронинский и Сретенский уезды, а их центры разжалованы в сёла. В апреле 1805 года Нерчинская область была упразднена, а входившие в её состав уезды переданы в прямое подчинение Иркутской губернии.